# Krasnopil, Rozdilna
Krasnopil (în ucraineană Краснопіль) este un sat în comuna Zatîșșea din raionul Rozdilna, regiunea Odesa, Ucraina.

## Demografie
Componența lingvistică a localității Krasnopil
     Ucraineană (92,45%)
     Rusă (3,77%)
     Română (3,77%)
Conform recensământului din 2001, majoritatea populației localității Krasnopil era vorbitoare de ucraineană (92,45%), existând în minoritate și vorbitori de rusă (3,77%) și română (3,77%).